# Hagenbach, Rheinland-Pfalz
Hagenbach, Rheinland-Pfalz är en stad i Landkreis Germersheim i förbundslandet Rheinland-Pfalz i Tyskland.
Staden ingår i kommunalförbundet Verbandsgemeinde Hagenbach tillsammans med ytterligare tre kommuner.